# SEEE
La Società Emiliana di Esercizi Elettrici (S.E.E.E.), popolarmente detta «L'Emiliana», gestì per oltre mezzo secolo, dagli inizi del Novecento sino alla nascita dell'E.N.E.L., la produzione e distribuzione di energia elettrica nell'Emilia occidentale: inizialmente le province di Parma e Reggio, poi anche Piacenza, Modena e zone limitrofe dell'Oltrepò.

## Storia
La SEEE, « anonima per azioni », viene fondata a Parma il 3 febbraio 1906, da un gruppo di imprenditori e possidenti parmensi, per iniziativa di Luigi Zunini, già consigliere delegato della Società Idroelettrica Ligure: il capitale iniziale è di 1.250.000 lire, in azioni da cento lire l'una; fra i soci figurano Carlo Bacigalupo, Giuseppe Gadda, Corrado Guerci, Luigi Lusignani, Negrone Meli Lupi, Ildebrando Nazzani e Romolo Righi.
Dopo appena due anni, nel 1908, la società passa sotto il controllo della Società Elettrica Bresciana, e per effetto di una ripartizione delle zone di competenza si trova ad operare anche nei 20 comuni dell'Oltrepò mantovano.
Il campo d'azione si estende poi con la costruzione – fra il 1917 e il 1928 – di impianti idroelettrici nell'Appennino parmense (Selvanizza) e modenese (Strettara e Farneta), e rilevando (1924) l'Azienda comunale per l'elettricità e il gas di Reggio Emilia.
Nel 1922 intanto l'Emiliana è stata ceduta al gruppo Edison: per questo motivo, negli anni Venti e Trenta, il capitale sociale risulta di 91 milioni di lire. Oltre alla sede di Parma, la SEEE ha filiali a Reggio e Modena. Negli anni seguenti proseguono le acquisizioni e incorporazioni di società locali (Ente Adige Garda-1933, Società Idroelettrica Alto Modenese-1933, Compagnia nazionale di trasporti e comunicazioni di Parma-1948, Società Elettrica Piacentina(1921)), e vengono rilevati altri impianti(cfr. centrale idroelettrica di San Michele già della Società Idroelettrica Alto Modenese).
Nel 1947 le azioni della Emiliana sono ripartite fra 66 società – che ne detengono il 68,21 per cento – e quasi settemila azionisti privati (precisamente 6.940), che hanno il restante 31,79%: oltre alla Edison, fra le aziende azioniste vi sono banche come il Credito Commerciale e il Credito Varesino; a sua volta la SEEE possiede azioni Edison (0,42%) e di altre società, fra le quali la editrice del quotidiano Gazzetta di Parma, e controlla la Tramvie Elettriche Piacentine, che poi verrà assorbita.
Nel 1956 il capitale sociale raggiunge gli otto miliardi di lire ma nel marzo 1963, con la nazionalizzazione dell'energia elettrica, l'Emiliana viene assorbita dall'ENEL, come tutte le società grandi e piccole che avevano operato fino a quel momento in Italia (nell'archivio ENEL è conservata la documentazione di circa 1.200 aziende).
Il conferimento di alcuni capitali SEEE a ENEL sarà oggetto di un contenzioso legale che finirà davanti alla Corte Costituzionale: in ballo c'erano quasi seicento milioni di lire dell'epoca, che l'ENEL rivendicava a norma della legge istitutiva (la quale prevedeva che le società nazionalizzate non potessero redistribuire ai propri soci, per l'esercizio 1962, dividendi superiori al 5,50 per cento). La “Emiliana” aveva avviato un'azione civile, e in questo procedimento il Tribunale di Parma, con un'ordinanza del 3 febbraio 1965, aveva sollevato questione di legittimità costituzionale, sostenendo che quell'articolo della legge poteva essere in contrasto con gli articoli 42, 43, 47 e 3 della Costituzione: ma la Consulta, con la sentenza numero 94 del 22 giugno 1966 (depositata l'11 luglio) dichiarò invece « non fondata » la questione di legittimità, dando torto ai giudici di Parma e alla SEEE.

## Ammissione e cancellazione della SEEE alla Borsa Valori di Milano
I titoli azionari della SEEE vennero ammessi per la prima volta nel listino ufficiale della Borsa Valori di Milano nel 1924; dopo il processo di nazionalizzazione della società e concluse le vicende giudiziarie contro ENEL in materia di indennizzi, SEEE venne incorporata in Montecatini Edison nel 1967. Dopo 43 anni il titolo azionario, comunemente citato sui quotidiani nazionali (Corriere della Sera et similia) come "Emiliana" veniva definitivamente cancellato.

### Elenco sedi societarie al 31 marzo 1963
Sede centrale: Parma, via V. Bottego, 6     (ancora riconoscibile, 2021)
- Parma: piazza della Stazione, 3      (ancora riconoscibile, 2021)
- Reggio Emilia: via A. Pansa, 1      (non identificabile o demolita, 2021)
- Piacenza: via S. Franca, 36      (ancora riconoscibile, 2021)
- Modena: via C. Menotti, 6      (ancora riconoscibile, 2021)
- Fidenza: via Trento, 18      (ancora riconoscibile, 2018)
- Guastalla: via G. Secchi Ronchi, 20      (ancora riconoscibile, 2022 e adibita a sede di e-distribuzione)
- Mirandola: via Fenice, 12      (strada corrispondente all' attuale via G. Pico - non riconoscibile, 2021)
- Cento: viale Libertà, 14     (non identificabile o demolita, 2021)

#### Sedi secondarie ed altri impianti (elenco parziale)
provincia di Modena:
Castelfranco Emilia: via Circondaria sud, 123 (sede locale, magazzini - area dismessa, edifici d'epoca demoliti nei giorni 22, 23, 29 febbraio e 1 marzo 2020 per costruzione di una rotatoria).
Vignola: via Caselline (sede tecnica "zona di Vignola", magazzini e impianto smistamento rete 15 kV - area dismessa, solo due edifici preservati, 2020).
Carpi: via XX settembre, 63 (sede locale - area completamente modificata, 2017).
Mirandola: via I° Maggio, 11 (sede tecnica "zona di Mirandola" , magazzini e rimesse - area completamente demolita nel 2011).
Modena: via A. Peretti, 1 (complesso ex centrale elettrica "Paduli" 1931-1968, già impianto ex Ente Adige Garda).
Modena: via M. Parenti, 1 (sede tecnica "zona di Modena", magazzini, rimesse veicoli, cabina primaria - area completamente modificata, 2018).
provincia di Reggio Emilia:
Reggio Emilia: via Gorizia, 12 (complesso ex centrale elettrica - area in gran parte preservata e destinata ad altre attività, 2021).
provincia di Parma:
Parma: via Volturno, 29 (sede tecnica "zona di Parma", magazzini e rimesse veicoli - area adibita a cabina primaria "Parma Valera" ENEL, 2021).
provincia di Ferrara:
Cento: via di Cinta, 241 (sede tecnica "zona di Cento", magazzini e cabina primaria - indirizzo non identificabile, 2021).

## Curiosità
- Nel 1962, al momento della nazionalizzazione della società, l'industriale parmigiano Pietro Barilla si adoperò affinché non andassero all'ENEL le azioni del giornale cittadino che la SEEE possedeva da una quindicina d'anni, da quando cioè la Gazzetta di Parma era stata messa all'asta dal C.L.N. provinciale (il 35 per cento, mentre un altro 40 era stato preso dall'Unione Industriali): « Mi sono impegnato con Arturo Balestrieri perché quella quota della Gazzetta divenisse proprietà degli industriali parmigiani (e una piccola quota la acquistai io personalmente) garantendone così il controllo, non per farne un “organo dei padroni”, ma perché si occupasse veramente dei problemi della città. »[7]
- Diversi anni dopo la nascita dell'ENEL - cui passarono sedi, uomini e mezzi della SEEE – ancora molte persone, specie nelle campagne, continuavano a usare il nome Emiliana riferendosi al gestore dell'elettricità e ai suoi addetti.
- La sede della società era nell'odierno viale Bottego, proprio davanti alla stazione ferroviaria di Parma: del tetragono edificio, oggi restaurato e occupato da banche e assicurazioni, esistono in Internet diverse cartoline in bianco e nero, dove si distingue, sulle due estremità turrite della facciata, la scritta “S.E.E.E.”.